# Sia Partners
Pure player del management consulting sin dalla nascita nel 1999, e indipendente da auditors, software vendors e system integrators, Sia è una società internazionale che offre una expertise in più di 30 settori e servizi attraverso i suoi 20 uffici nel mondo.  Accompagna le aziende nella definizione e nella declinazione operativa delle scelte strategiche, facendo leva su tutte le dimensioni della trasformazione: business transformation, organizzazione e processi, risorse umane, CIO Advisory, risk management & compliance. Come Pioneer of Consulting 4.0, sviluppa diversi bot e integra l’AI (Artificial Inteligence) nelle sue soluzioni.
Presente in Italia dal 2006 con due uffici a Roma e a Milano, Sia è una boutique di consulenza di business fortemente integrata nel network internazionale del Gruppo.

## Storia e crescita
Fondata nel 1999 da Matthieu Courtecuisse (laureato all’ENSAE ParisTech nel 1995), la società è nata a Parigi attorno al settore dei servizi finanziari. Oggi la società si è estesa ai settori dell'energia, delle telecomunicazioni e media, del trasporto e logistica, del manufacturing, del settore pubblico, delle assicurazioni e dell’attuariato. Sia dispone anche di competenze consolidate nell’ambito delle risorse umane e della strategia dei Sistemi Informativi.
Sia è caratterizzata dalla sua totale indipendenza da fornitori di soluzioni software, dagli integratori di soluzioni e dalle società di audit, con 20 uffici in 15 paesi del mondo. Nel 2006, la società si è inizialmente estesa in Belgio (Bruxelles) e in Italia (Roma e Milano).
Nel settembre 2008 la società ha avviato la sua prima operazione di crescita esterna con l'acquisizione di EDS Consulting Services France (prima AT Kearney Interactive).
Nel novembre 2010, Sia ha acquisito la società Axelboss, il polo di management consulting della società Valtech, incrementando gli effettivi da 30 a quasi 300.
Nel settembre 2011, ha avviato l'attività di consulenza attuariale.
Nell'agosto 2012, Sia ha acquisito OTC Americas, filiale di New York del gruppo OTC Conseil al fine di rinforzare la presenza internazionale e la vicinanza alle banche d'investimento. Il respiro internazionale della società è stato altresì rinforzato nell'ottobre 2012 con il cambio di marchio delle strutture storiche Sia Conseil France e Sia Conseil Maroc verso il marchio internazionale Sia .
Nel 2012, Sia è diventata leader delle società indipendenti di consulenza in Francia.
Nel settembre 2013, Sia ha annunciato l’acquisizione delle attività internazionali di Management Consulting dell’Investance Group, società di consulenza e di servizi dedicati al settore della finanza . Tale acquisizione ha comportato l’inserimento di 60 nuovi consulenti, e l’apertura di 3 nuove sedi: Londra (20 consulenti), Hong Kong e Singapore (20 consulenti).  Nello stesso tempo, il team di New York è stato raddoppiati raggiungendo il numero di 40 dipendenti.
Nel febbraio 2014, Sia ha rinforzato la sua offerta di servizi tramite l’acquisizione della società Sourcing France (precedentemente Factea France). Nell’agosto 2014, Sia ha aperto il secondo ufficio in Nord America a Montreal in Canada. Nell’aprile 2015, ha aperto il terzo ufficio in Asia ed in Nord America, in particolare a Tokyo e a Charlotte.
Lo stesso anno la società annuncia una crescita annuale della sua attività di circa il 30%. Attualmente, il CEO Courtecuisse si aspetta che questa tendenza continui, in particolare negli Stati Uniti (dove l’azienda ha appena acquisito un ufficio nel financial district di Manhattan), e punta verso la costa ovest per una futura espansione.
Nel settembre 2016 Sia ha comunicato l’annessione del Molten Group, una società con base a Londra e Houston (nel Texas), specializzata nel settore della trasformazione, dell’industria petrolifera e del gas.
L’anno 2017 la società si apre a nuovi orizzonti, con la creazione del fondo di investimento “Studio”. Lo scopo di tale fondo è di investire 5 milioni di euro in tre anni in start-up selezionate. Studio conta attualmente 4 start-up: Big Moustache (gennaio 2017), un sito francese di e-commerce di prodotti per la rasatura per maschi; Livsty (dicembre 2017) a piattaforma innovativa di equity release ; Cleep (aprile 2018), un’applicazione che semplifica e centralizza lo shopping online ; Lettria (dicembre 2018), uno strumento NLP (Natural Language Processing) avanzato dedicato alla comprensione della lingua francese tramite l’intelligenza artificiale.
Nel maggio 2018, Sia acquista l’agenzia francese digitale di marketing FOVE, con l’obiettivo di amplificare la sua azione nel settore creativo e digitale della customer experience. La somma dell’expertise di FOVE e di quella di Sia dinamizza lo sviluppo di nuove offerte, come la creazione di strategie di comunicazione, di customer relationship su pluricanali, e di brand conception.
Nel settembre 2018 Sia effettua due nuove acquisizioni nel Regno Unito: Inzenka, specializzata nella consulenza nei settori di innovazione e crescita, e SKT Consulting, concentrata sul regulatory consulting indirizzato al wealth management e al corporate banking. Insieme, Sia porta il suo organico nel Regno Unito al numero di 80, fra partner e consulenti.